# Эвмен трёхточечный
Эвмен трёхточечный (лат. Eumenes tripunctatus) — вид одиночных ос рода Eumenes из подсемейства Eumeninae (Vespidae). Редкий вид, включённый в Красную книгу Украины и в Красную книгу Крыма.

## Распространение
Евразия от Приднепровья (Украина: на север до Донецкой и Харьковской областей) до Монголии и Китая. Кавказ, Крым, Средняя Азия, Казахстан. Юг Европейской части России, южный Урал.

## Описание
Длина тела от 12 до 17 мм. Основная окраска оранжевая и чёрная. Первый сегмент брюшка вытянутый. Гнёзда в виде небольших глиняных горшков. Осы встречаются с мая по сентябрь. Имаго антофилы, личинки питаются парализованными гусеницами бабочек-пядениц, заготовленными самкой.

## Охрана
Вид включён в Красную книгу Украины и в Красную книгу Крыма. Причиной изменения численности является уничтожение естественной среды обитания, а также рекреация.